# پرو تولز
پرو تولز یک محیط کار صوتی دیجیتال است که توسط Avid Technology برای مایکروسافت ویندوز و سیستم‌عامل‌های مکینتاش توسعه و عرضه شده که می‌تواند برای گستره وسیعی از فعالیت‌های ضبط و تولید صدا مورد استفاده قرار گیرد. پرو تولز می‌تواند به عنوان یک نرم‌افزار مستقل یا یک وصله برای نرم‌افزارهای مبدل سیگنال‌های آنالوگ به دیجیتال و کارت صداهای پی‌سی‌آی و پی‌سی‌آی اکس‌پرس با پردازشگر سیگنال دیجیتال برای فراهم کردن جلوه‌هایی همچون اکوالایزر و فشرده‌سازی مورد استفاده قرار گیرد. مانند تمام نرم‌افزارهای محیط کار صوتی دیجیتال، پرو تولز می‌تواند عملکردهای یک دستگاه صداآمیزی را همراه با ویژگی‌های دیگری که فقط در دامنه دیجیتال قابل استفاده هستند را اجرا کند.
بیشتر عملکردهای ساده می‌توانند از طریق پنجره ویرایش یا میکس که کاربر می‌تواند در یک نمایشگر رایانه مشاهده کند انجام شوند. پنجره ویرایش صدا و قطعات میدی را نمایش می‌دهد.